# District de Qinzhou
Pour les articles homonymes, voir Qinzhou (homonymie).
Le district de Qinzhou (秦州区 ; pinyin : Qínzhōu Qū) est une subdivision administrative de la province du Gansu en Chine. Il est placé sous la juridiction de la ville-préfecture de Tianshui. Il tire son nom du fait qu'il ait été le siège de la province médiévale de Quinzhou pendant plusieurs années.
En 2010, le district Quinzhou occupait une superficie de 2442 m2 et avait une population de 655 400 habitants